# مزرعه آب انجیره
مزرعه آب انجیره یک منطقهٔ مسکونی در ایران است که در دهستان فتح‌آباد (قیر و کارزین) واقع شده‌است.